# Polybahn
Polybahn, også kendt som UBS Polybahn, er en kabelbane i Zürich, Schweiz. Linjen forbinder Central-Pladsen ved Bahnhofbrücke med det tekniske universitet i byen og bringer passagerer til og fra universitetets terrasse foran dets hovedbygning. Universitetet blev oprindeligt kaldt Polyteknisk Læreanstalt – eller i daglig tale Poly – og deraf kommer banens navn.

## Historie
I 1886 blev der givet tilladelse til banedrift på stedet, og den 8. januar 1889 åbnede banen. Toget var fra starten vanddrevet, idet en stor ballasttank under vognen blev fyldt ved den øverste station (ved universitetet) og tømt igen ved den nederste station (ved Central-Pladsen). Allerede i 1897 blev banen dog elektrificeret og drives i dag efter "vægtstangsprincippet", der virker som en elevator, således at øverste og nederste vogn, der indbyrdes er forbundet med en wire, stort set er lige tunge og derfor "trækker hinanden", men hjulpet af en elektromotor til at klare det resterende løft.
I 1950'erne begyndte selskabet at give underskud og var tæt på fallit omkring 1970. I 1972 blev der stiftet en fond med det formål at bevare Polybahn for fremtiden.
I 1976 gik den nærliggende bank, Union Bank of Switzerland (nu kendt som UBS), ind i fonden for at redde banen, der blev omdannet til et aktieselskab. Efter en omfattende ombygning med nye vogne m.m. genåbnede banen i 1990 og den 21. oktober 1996 fik banen sit nuværende navn "UBS Polybahn", med henvisning til UBS-bankens ejerskab.

## Tekniske data
| Afgår hvert                         | 2½ min                      |
| Driftmetode                         | Fuldautomatisk              |
| Drivkraft                           | Tre-faset vekselstrømsmotor |
| Sporvidde                           | 1000 mm                     |
| Banens længde                       | 176 m                       |
| Højdeforskel fra nederst til øverst | 41 m                        |
| Gennemsnitlig hældningsgrad         | 23%                         |
| Kapacitet                           | 50 personer pr. vogn        |
| Hastighed                           | Max 2,5 m/s (= 9 km/h)      |
| Rejsetid pr. tur                    | 100 sekunder                |